# سحلية الربيع
سحلية الربيع أو الأنيكسوصور (Aniksosaurus) اسمه مشتق من اليونانية القديمة وقد سمي بسحلية الربيع وذلك لعثور العلماء عليه في بداية الربيع في نصف الكرة الجنوبية وهو جنس من من الدينصورات عثر على احفوراته في محافظة تشوبوت في الأرجنتين. و قد عاش هذا الجنس في منتصف العصر الطباشيري بين 90-98 مليون سنة مضت وقد وصف رسميا من العالمين روبرت داريو مارتينيز وفرناندو اميلو نوفاس في سنة 2006 و قد سمي علميا بسحلية الربيع الداروينية تكريما لعالم الحيوان تشارلز داروين .

## وصف
العينة نوع MDT-PVI/48 H اكتشفت في تشكيل باجو باريال و تتكون من عظم الفخذ الذي يبلغ طوله 24 سم وعظم الساق الذي يبلغ طوله 27 سم في المتوسط والساق أطول من الفخذ بنسبة 13% للتكيف الذي ارتبط بقوة مع تطور عادات الركض في الدينصورات وطبقا لوصف مارتينيز ونوفاس فأن طوله ما بين 2-3 متر ووزنه ما بين 35 إلى 45 كجم .

## حياته
على حسب رأي بعض العلماء فان سحلية الربيع كانت تتجمع في مجموعات صغيرة والدليل على ذلك ان احافيره وجدت في تجعمات وهنالك تفسيرات تقول ان ذكور سحلية الربيع كانت تتجمع معا خارج موسم التزاوج وكانت تشكل حزمات صيد معا وهذه النظرية مثيرة للجدل بين العلماء المختصين بالاحافير.